# Talk (chanson de Khalid)
Pour les articles homonymes, voir Talk.
Singles de Khalid
Saturday Nights
(2019) Beautiful People
(2019)
Clip vidéo
[vidéo] « Talk », sur YouTube
Talk est une chanson du chanteur américain Khalid, sortie le 7 février 2019. Elle est écrite par Khalid et produite par le duo anglais Disclosure. La chanson est sortie en tant que premier single de son deuxième album studio Free Spirit. 

## Accueil commercial
Aux États-Unis, Talk est la cinquième chanson de Khalid à se classer dans le top 10 ainsi que le single le mieux classé en tant qu'artiste solo, culminant à la 3e position du Billboard Hot 100.

## Liste du titre
| 1. | Talk | Khalid Robinson, Guy Lawrence, Howard Lawrence | 3:17 |

## Classements et certifications

### Classements hebdomadaires
| Classement (2019)                         | Meilleure position |
| ----------------------------------------- | ------------------ |
| Allemagne (Media Control AG)              | 88                 |
| Australie (ARIA)                          | 4                  |
| Autriche (Ö3 Austria Top 40)              | 63                 |
| Belgique (Flandre Ultratop 50 Singles)    | 35                 |
| Belgique (Flandre Ultratop 50 Airplay)    | 49                 |
| Belgique (Flandre Ultratop R&B/Hip-Hop)   | 3                  |
| Belgique (Wallonie Ultratop 50 Singles)   | 17                 |
| Belgique (Wallonie Ultratop 50 Airplay)   | 10                 |
| Belgique (Wallonie Ultratop R&B/Hip-Hop)  | 4                  |
| Canada (Hot 100)                          | 14                 |
| Corée du Sud (Gaon)                       | 105                |
| Danemark (Tracklisten)                    | 9                  |
| Écosse (OCC)                              | 35                 |
| États-Unis (Hot 100)                      | 3                  |
| États-Unis (Adult Contemporary)           | 21                 |
| États-Unis (Adult Pop Songs)              | 10                 |
| États-Unis (Dance Club Songs)             | 8                  |
| États-Unis (Dance/Mix Show Airplay)       | 3                  |
| États-Unis (R&B/Hip-Hop Songs)            | 2                  |
| États-Unis (Pop Airplay)                  | 1                  |
| États-Unis (Rhythmic Songs)               | 1                  |
| États-Unis Rolling Stone 100              | 12                 |
| France (SNEP)                             | 97                 |
| France (SNEP Radio)                       | 44                 |
| France (SNEP Streaming)                   | 95                 |
| France (SNEP Téléchargement)              | 135                |
| Grèce International Digital (IFPI Greece) | 24                 |
| Hongrie (Stream Top 40)                   | 33                 |
| Irlande (IRMA)                            | 8                  |
| Malaisie (RIM)                            | 9                  |
| Norvège (VG-lista)                        | 22                 |
| Nouvelle-Zélande (RMNZ)                   | 1                  |
| Pays-Bas (Single Top 100)                 | 19                 |
| Pays-Bas (Nederlandse Top 40)             | 15                 |
| Portugal (AFP)                            | 26                 |
| Singapour (RIAS)                          | 12                 |
| Slovaquie (IFPI Rádio)                    | 22                 |
| Royaume-Uni (UK Singles Chart)            | 9                  |
| Suède (Sverigetopplistan)                 | 32                 |
| Suisse (Schweizer Hitparade)              | 50                 |
| Tchéquie (IFPI Rádio)                     | 35                 |

### Certifications
| Pays                     | Certification | Ventes certifiées/ Streams |
| ------------------------ | ------------- | -------------------------- |
| Australie (ARIA)         | 3 × Platine   | 210 000                    |
| Canada (CRIA)            | Or            | 40 000                     |
| Danemark (IFPI Danemark) | Or            | 45 000                     |
| États-Unis (RIAA)        | 2 × Platine   | 2 000 000                  |
| Norvège (IFPI Norvège)   | Or            | 3 000 000                  |
| Nouvelle-Zélande (RMNZ)  | 2 × Platine   | 60 000                     |
| Royaume-Uni (BPI)        | Or            | 400 000                    |

## Historique de sortie
| Région       | Date           | Format                    | Label |
| ------------ | -------------- | ------------------------- | ----- |
| Monde entier | 7 février 2019 | Téléchargement, streaming | RCA   |